# Love Locs
Love Locs è il quinto album in studio della rapper statunitense Khia, pubblicato il 4 luglio 2014 dalla Thug Misses Entertainment.

## Tracce
1. Mirror, Mirror – 2:56
2. I'm Hott – 4:49
3. What Eva Khia Wants – 1:27
4. Fool Proof – 0:59
5. Fool Proof – 8:41
6. LoveLocs – 5:23
7. You Deserve It – 2:03
8. You Deserve It – 4:02
9. My Neck My Back – 0:59
10. LazerPop – 3:45
11. My X – 3:21
12. Mirror Mirror – 2:06
13. PsychicEyes – 4:10
14. Running2You – 3:00
15. Rooster – 4:32
16. Mirror Mirror – 1:04